# Brugelette
Brugelette (dialectul picard: Brujlete) este o comună francofonă din regiunea Valonia din Belgia. Comuna Brugelette este formată din localitățile Brugelette, Attre, Cambron-Casteau, Gages și Mévergnies-lez-Lens. Suprafața sa totală este de 28,40 km². La 1 ianuarie 2008 avea o populație totală de 3.446 locuitori. 
Comuna Brugelette se învecinează cu comunele Ath, Chièvres, Lens și Silly.

## Localități înfrățite
- Franța: Avon-les-Roches.

1. ↑  Bruno Deheneffe, André Desmarlières, bourgmestre de Brugelette : « Je ne me sens plus socialiste » (în franceză), La Dernière Heure/Les Sports[*]
2. ↑  Pauline Foucart (15 octombrie 2018), André Desmarlières reste bourgmestre (în franceză), L'Avenir[*]